# Merostachys burmanii
Merostachys burmanii là một loài thực vật có hoa trong họ Hòa thảo. Loài này được Send. mô tả khoa học đầu tiên năm 1992.